# Kim Kuk-jin
Kim Kuk-jin (김국진?, 金功榛?; 5 gennaio 1989) è un ex calciatore nordcoreano, di ruolo centrocampista.

## Carriera

### Club
Dopo aver giocato con il Pyongyang City, si trasferisce in Svizzera, prima al Concordia Basilea, poi al Wil, entrambe militanti nella Challenge League.